# Рамирес, Майра
Майра Татьяна Рамирес Рамирес (исп. Mayra Tatiana Ramírez Ramírez; род. 23 марта 1999, Sibaté, Кундинамарка) — колумбийская футболистка, нападающий английского клуба «Челси»

## Клубная карьера
В 2020 году Рамирес присоединилась к испанскому клубу «Спортинг де Уэльва». В июле 2022 года Рамирес перешла в «Леванте», оставаясь играть в высшем дивизионе Испании.
26 января 2024 года было объявлено, что Рамирес подписала контракт с английским клубом «Челси» сроком на четыре с половиной года. Сумма трансфера составила 450 000 евро, что сделало Рамирес самым дорогим приобретением в женском футболе. «Леванте» сообщил, что её трансферная стоимость составила 450 000 евро, что сделало Рамирес самым дорогим приобретением в женском футболе на тот момент. Она дебютировала за «Челси» 27 января 2024 года в выездной победе над «Брайтон энд Хоув Альбион» (3:0), заменив Лорен Джеймс во втором тайме. Свой первый гол за клуб она забила 11 февраля в победном матче Кубка Англии над «Кристал Пэлас» (1:0). Её первый гол в национальном чемпионате был забит 3 марта в победной игре против «Лестер Сити» (4:0). 18 мая 2024 года она забила два гола и отдала две результативные передачи в победе над «Манчестер Юнайтед» (6:0), в результате которой «Челси» стал национальным чемпионом.

## Карьера за сборную
19 июля 2018 года Рамирес дебютировала за сборную Колумбии в проигрышном товарищеском матче против сборной Коста-Рики (0:1). Свой первый гол за сборную Колумбии она забила 8 апреля 2019 года в товарищеском матче против сборной Перу.
На домашнем Кубке Америки 2022 года она вышла в финал со своей командой, где проиграли Бразилии со счетом 0:1, заняв второе место. Во время турнира она также забила два гола и отдала одну результативную передачу. Выйдя в финал, колумбийки также квалифицировалась на чемпионат мира 2023 года.
4 июля 2023 года она была включена в состав на чемпионат мира 2023, сыграв в каждой из пяти игр своей команды и дойдя вместе с командой до четвертьфинала, где уступили Англии.

### Голы за сборную
| № | Дата            | Место                                       | Соперник  | Счёт | Результат      | Турнир                       |
| - | --------------- | ------------------------------------------- | --------- | ---- | -------------- | ---------------------------- |
| 1 | 8 апреля 2019   | Стадион Университета Сан-Маркос, Лима, Перу | Перу      | 1:0  | 4:0            | Товарищеский матч            |
| 2 | 16 мая 2021     | Национальный стадион, Сантьяго, Чили        | Чили      | 1:0  | 2:0            | Товарищеский матч            |
| 3 | 20 февраля 2022 | Паскуаль Герреро, Кали, Колумбия            | Аргентина | 2:1  | 2:2            | Товарищеский матч            |
| 4 | 8 июля 2022     | Паскуаль Герреро, Кали, Колумбия            | Парагвай  | 2:1  | 4:2            | Кубок Америки 2022           |
| 5 | 17 июля 2022    | Паскуаль Герреро, Кали, Колумбия            | Эквадор   | 1:0  | 2:1            | Кубок Америки 2022           |
| 6 | 12 ноября 2022  | Паскуаль Герреро, Кали, Колумбия            | Замбия    | 1:0  | 1:0            | Товарищеский матч            |
| 7 | 15 ноября 2022  | Паскуаль Герреро, Кали, Колумбия            | Замбия    | 1:0  | 1:0            | Товарищеский матч            |
| 8 | 9 апреля 2024   | Ханчлифф, Патерсон, США                     | Гватемала | 2:0  | 3:0            | Товарищеский матч            |
| 9 | 3 августа 2024  | Парк Олимпик Лионне, Лион, Франция          | Испания   | 1:0  | 2:2 (2:4 с.п.) | Летние Олимпийские игры 2024 |

## Достижения

### «Челси»
- Чемпионка Англии: 2023/24[13], 2024/25[14]
- Обладательница Кубка Англии: 2024/25[15]